# لبويي الأولى (الريف الشرقي)
لبويي الأولى (بالفارسية: لپویی یک) هي منطقة سكنية تقع في إيران في قسم الريف الشرقي الريفي. يقدر عدد سكانها بـ 34 نسمة بحسب إحصاء 2016.